# Healy Hall

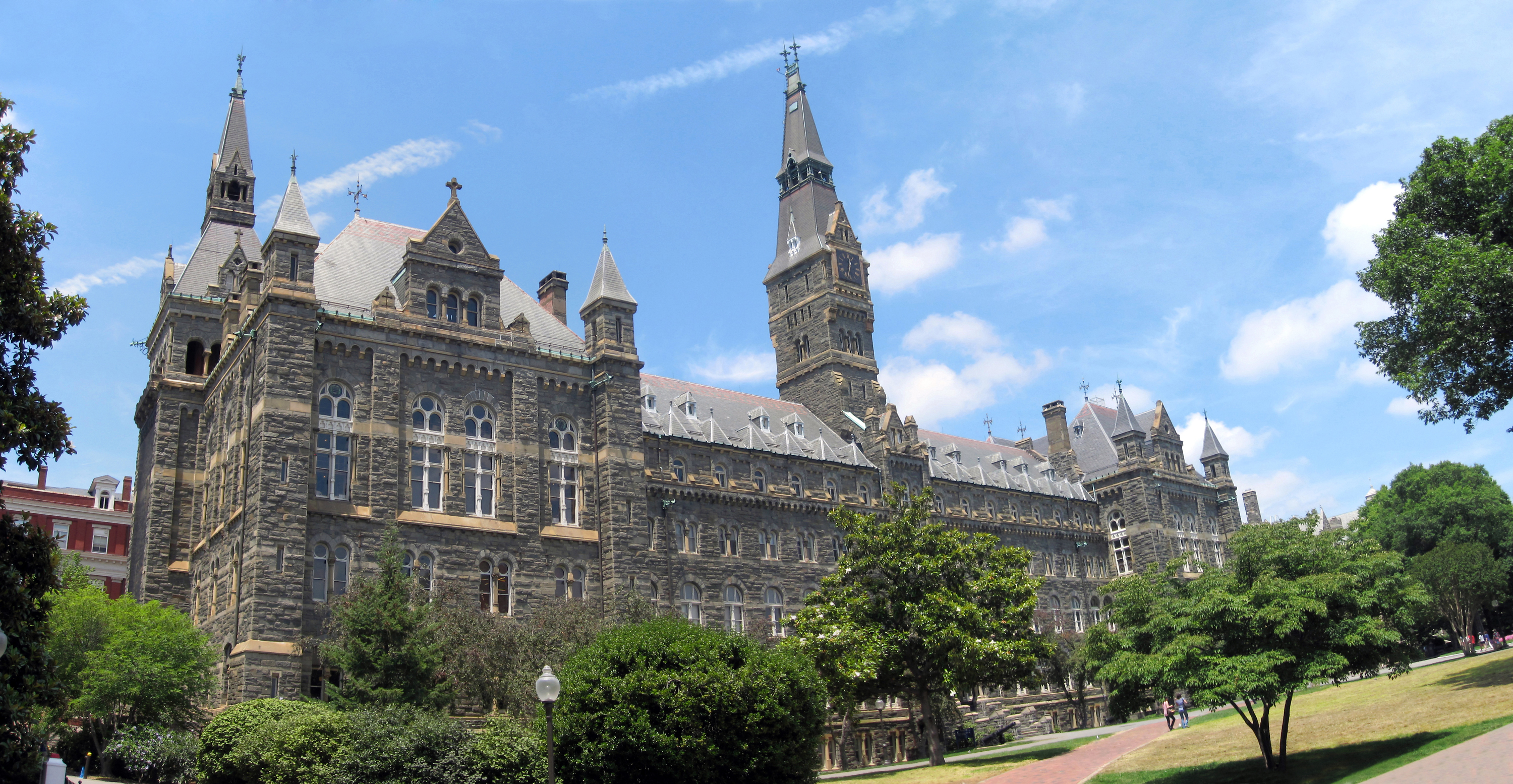
Fachada del edificio.

Healy Hall es un edificio histórico emblemático del campus principal de la Universidad de Georgetown (Washington D. C.). Construido entre 1877 y 1879, fue diseñado por los destacados arquitectos Paul Johannes Pelz y Smithmeyer John poco antes de que construyeran la Biblioteca del Congreso. El edificio entró en el Registro Nacional de Lugares Históricos el 25 de mayo de 1971, y como un Monumento Histórico Nacional el 23 de diciembre de 1987.

## Historia
El edificio fue construido durante la presidencia universitaria de Patrick Francis Healy del cual toma el nombre.
La construcción del edificio, de 1877 a 1879, aumentó la cantidad de aulas y salas de estar (en el momento en que fue utilizado también como dormitorio) de lo que entonces era una pequeña universidad de artes liberales. La construcción también dejó la universidad profundamente en deuda y en posesión de años de un enorme montón de tierra como resultado de la excavación, sin fondos para eliminarlo. Como resultado de las deudas, el auditorio Gaston Hall no pudo completarse hasta 1909.
El edificio fue devuelto a la atención internacional en 1973 cuando actuó como un fondo prominente de la película El Exorcista. En 1990, la sala interior y también el segundo piso del edificio aparece en El Exorcista III.

## Arquitectura

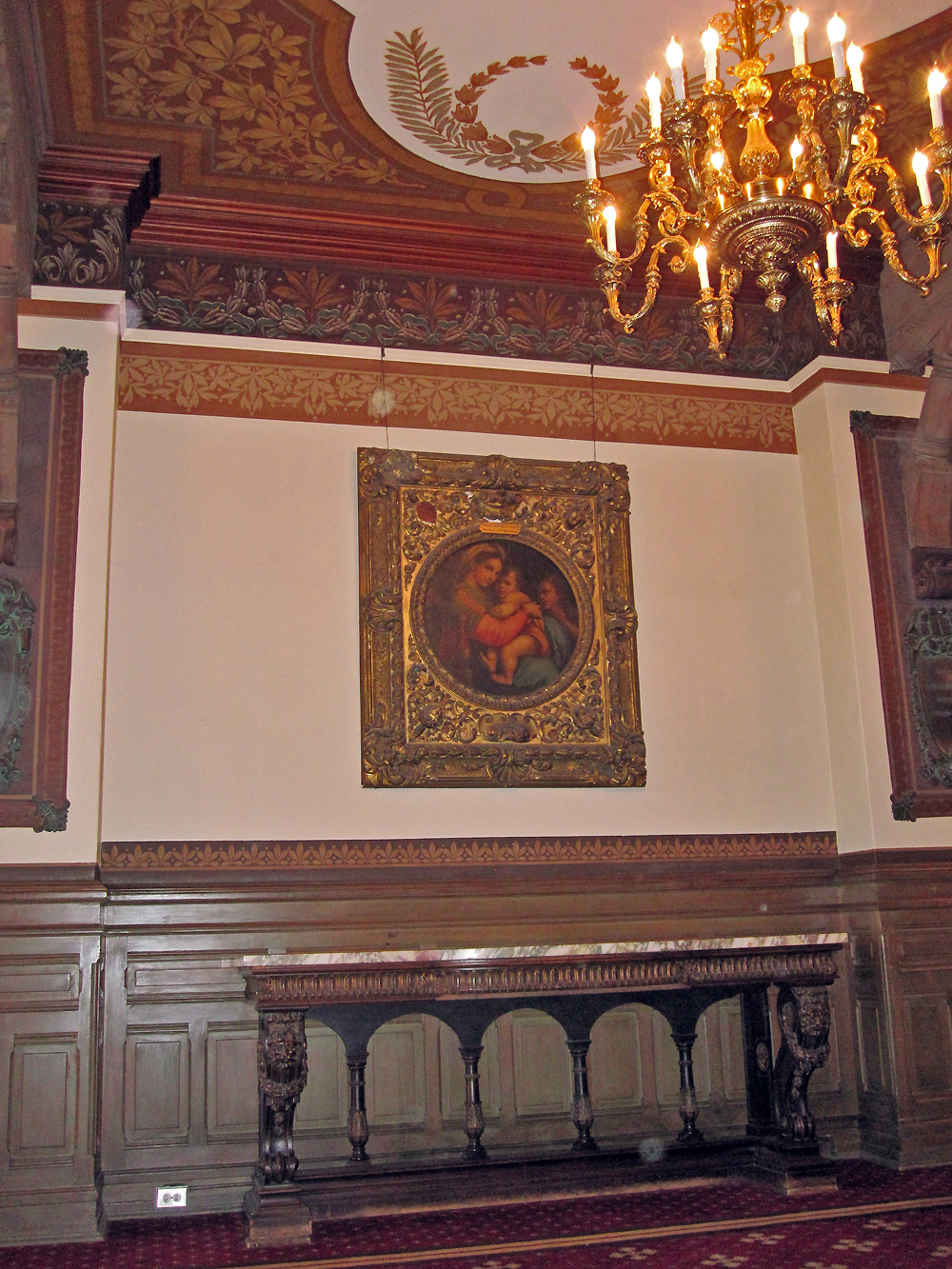
Interior del edificio

Fue construido en estilo románico con elementos del barroco. El edificio contiene la Oficina de la Presidencia, el Departamento de Estudios Clásicos de Georgetown, el Instituto Kennedy de Ética y el Centro de Referencia Nacional de Literatura Bioética.
Entre las habitaciones notables de Healy Hall se incluye la Riggs Library, una de las pocas bibliotecas existentes de hierro fundido de la nación; la sala de reuniones de la Sociedad de Philodemic, es uno de los más antiguos clubes universitarios de debate de la nación, la Gran Sala de los Cardenales, la histórica Sala de Constitución, y el Salón de Carroll, albergan varias piezas notables de la colección de arte de la universidad.

## Galería de imágenes

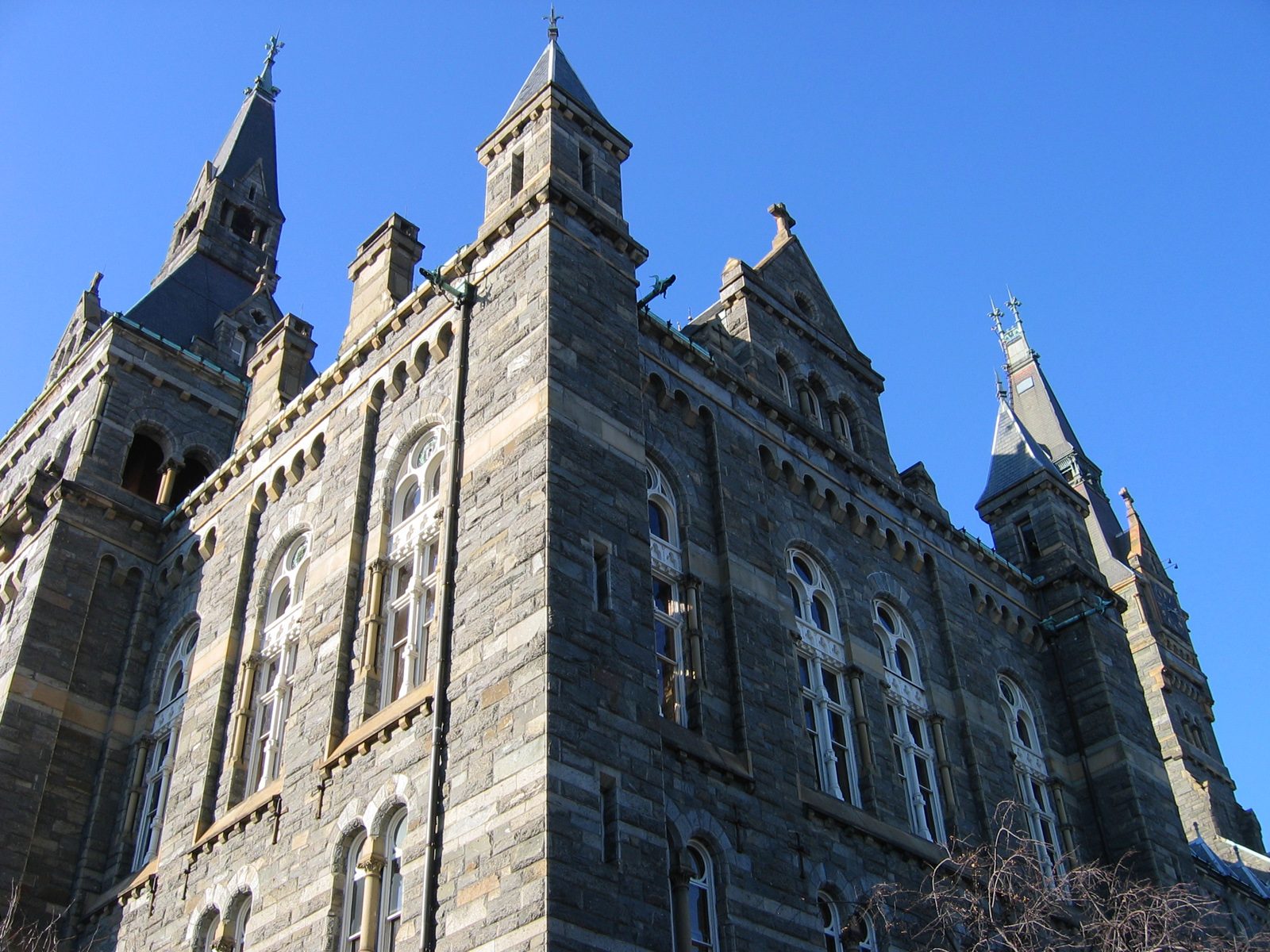
Lado sur de Healy Hall
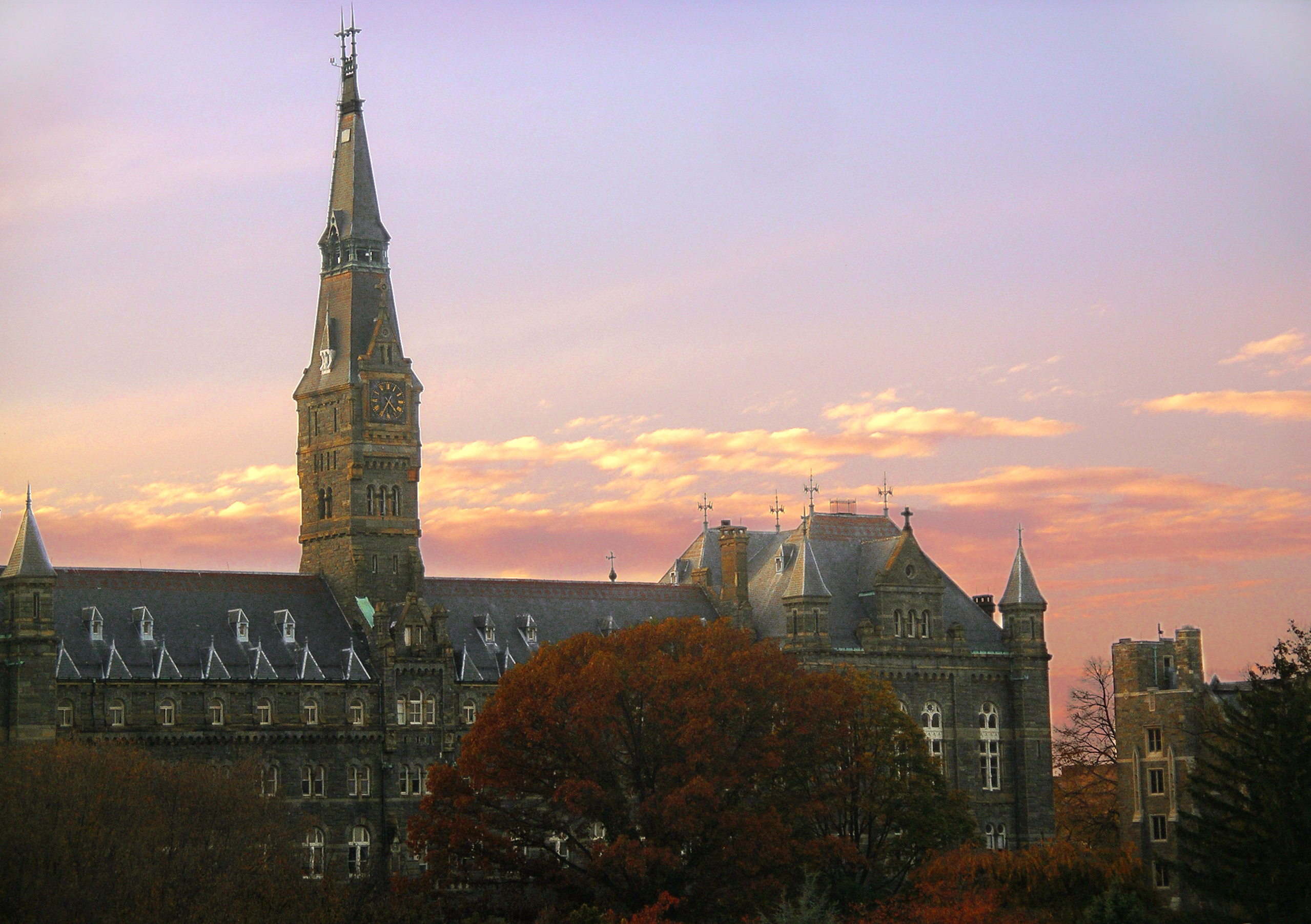
El edificio en un atardecer
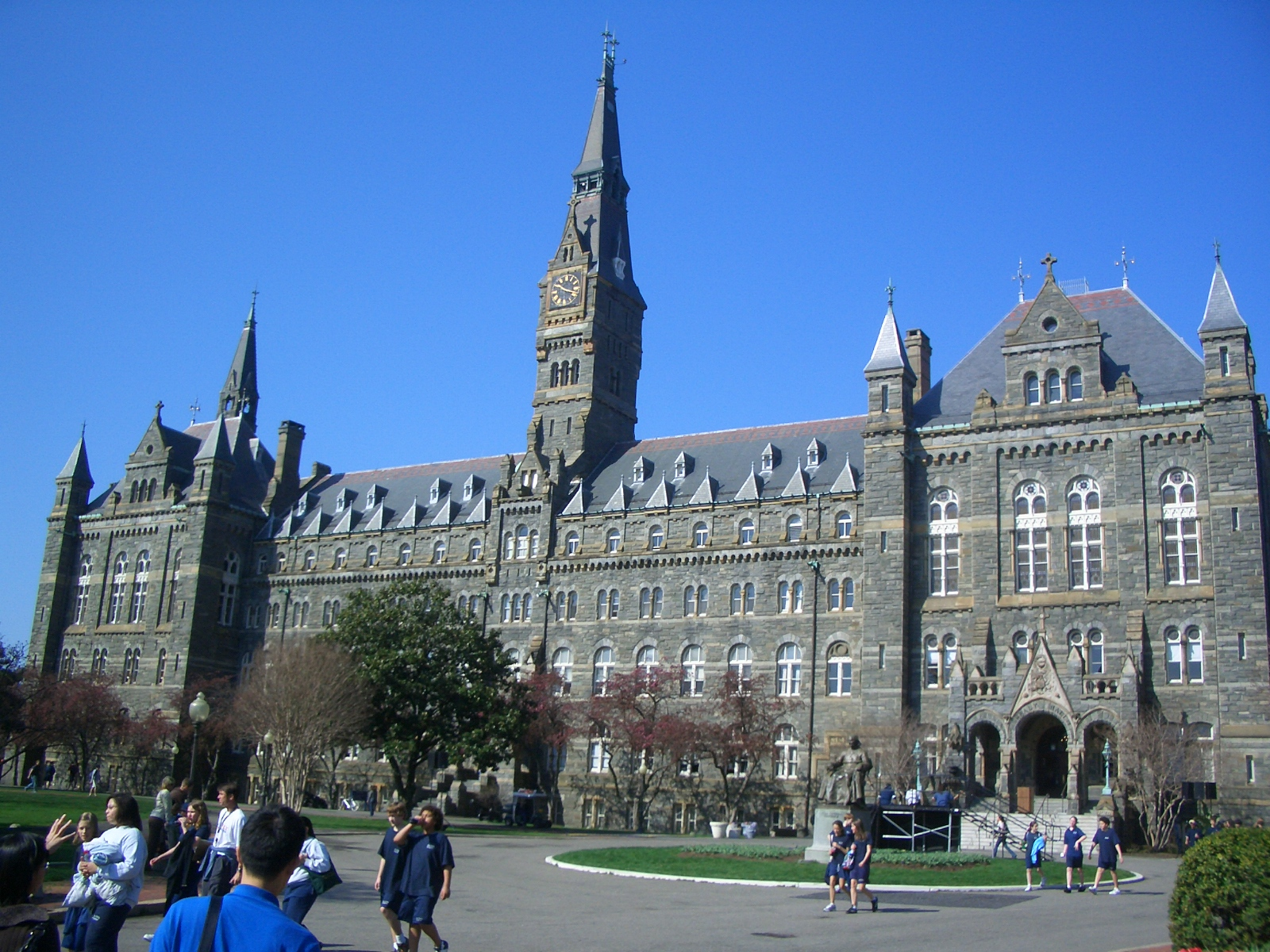
Desde la entrada principal
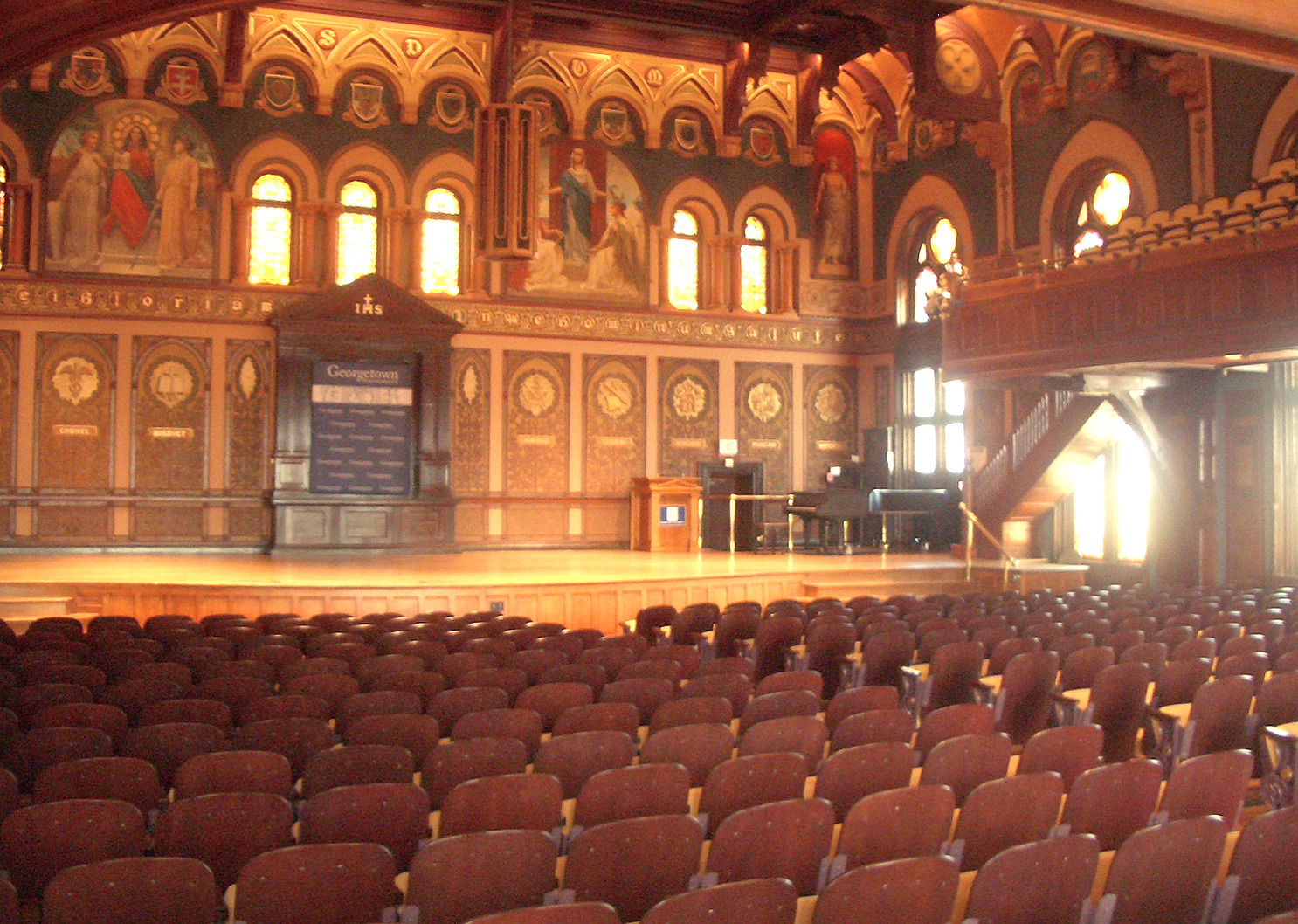
Gaston Hall
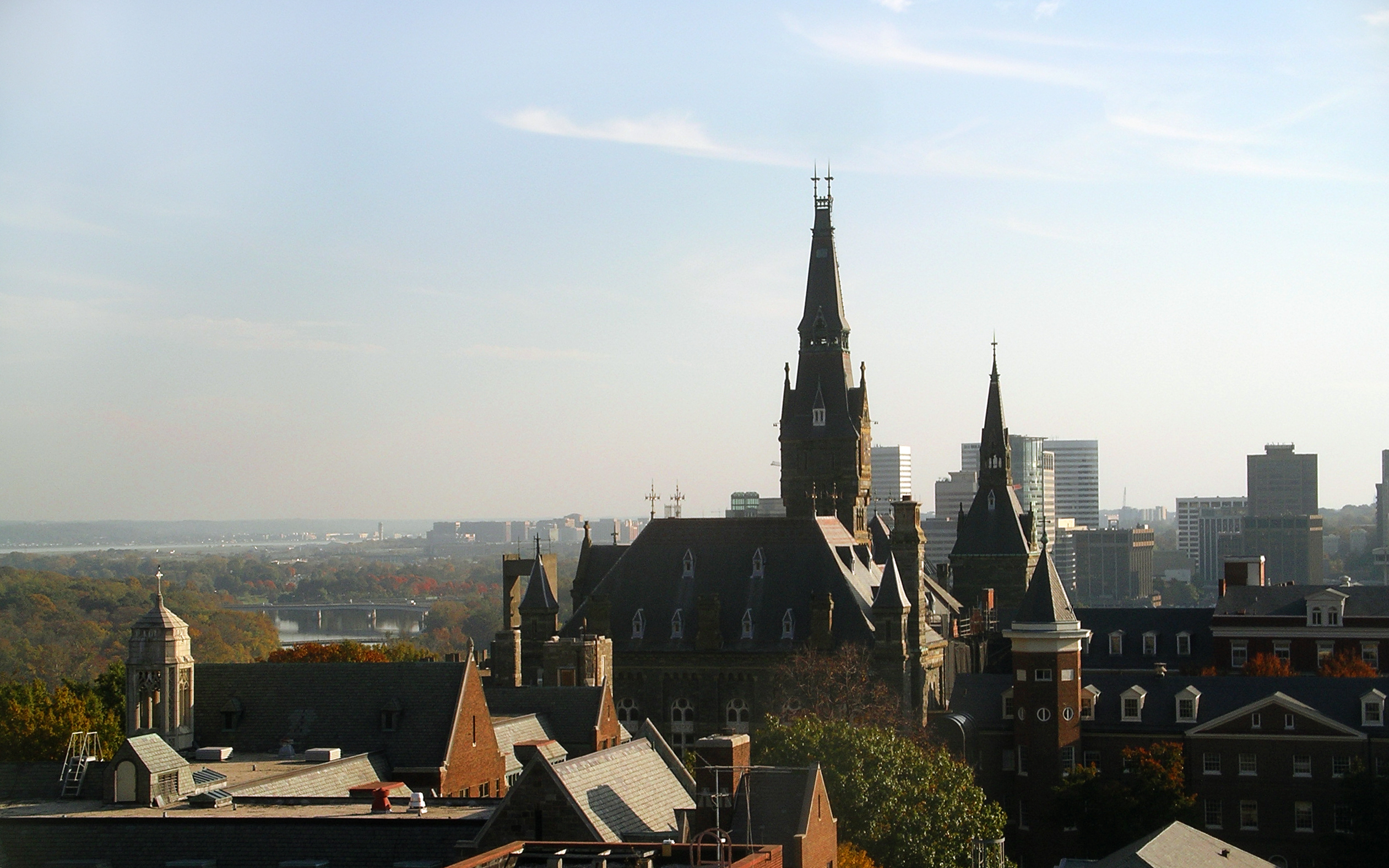
Healy entre otras agujas